# Jan Kazimierz Mleczko
Jan Kazimierz Mleczko herbu Róże (zm. w 1661 roku) – podsędek upicki w latach 1646–1661, wojski upicki w 1645 roku.
20 października 1655 roku podpisał ugodę kiejdańską. Był uczestnikiem antyszwedzkiej konfederacji powiatów: wiłkomierskiego, kowieńskiego i upickiego podczas pospolitego ruszenia w Kiejdanach 16 grudnia 1656 roku.